# Капитулация на Германия
Капитулацията на Германия слага край на Втората световна война в Европа. Окончателният текст е подписан в Карлсхорст, Берлин, в нощта на 8 май 1945 г. от представители на трите въоръжени сили на Главно командване на Вермахта и Съюзническите експедиционни сили заедно с Върховното висше командване на Червената армия, френски и американски представители, подписали като свидетели. Подписването е на 8 май 1945 г. и капитулацията влиза в сила на 8 май в 23:01 часа по централноевропейско време, което е 9 май в 01:01 часа по московско време.
По-ранна версия на текста е подписана на церемония в Реймс в ранните часове на 7 май 1945 г. На Запад 8 май е известен като Ден на победата в Европа, докато в бившите комунистически държави Денят на победата се отбелязва на 9 май поради часовата разлика при подписването в Германия и СССР.
Има три езикови версии на документа за капитулация. Руските и английските версии са единствените авторитетни.

## Текст
Представители на тогавашните три съюзни сили – Съветския съюз, Съединените щати и Обединеното кралство, работещи през 1944 г. чрез Европейската консултативна комисия (EКК), се опитват да подготвят договорен текст за предаване, който да бъде използван при потенциалните обстоятелства, при които нацистката власт е свалена в Германия или от военни, или от граждански органи, а пост-нацисткото правителство след това да потърси примирие. До 3 януари 1944 г. Комитетът за работната сигурност предлага, че капитулацията на Германия трябва да бъде записана в единен документ за безусловно предаване.
Освен това комисията предлага инструментът за предаване да бъде подписан от представители на германското висше командване. Съображенията зад тази препоръка са да се предотврати повторението на легендата за удар с нож в гърба, създадена в Германия след поражението през Първата световна война. Тъй като актът на предаване през ноември 1918 г. е подписан само от представители на цивилното германско правителство, военните кръгове твърдят впоследствие, че висшето командване на армията не носи отговорност за инструмента за предаването.
Условията за предаване на Германия са обсъдени за пръв път на първото заседание на ЕКК на 14 януари 1944 г. На 28 юли 1944 г. е приет окончателен текст и след това приет от трите съюзнически сили.
Договореният текст е в три части. Първата част се състои от кратък преамбюл „Германското правителство и германското висше командване, признавайки пълното поражение на германските въоръжени сили по суша, по море и въздух, обявяваме безусловното предаване на Германия“.
Самият инструмент за предаване последва в четиринадесет статии. Втората част, членове 1 – 5, се отнасят до военното предаване от германското висше командване на всички сили по суша, море и въздух, до предаването на оръжията им, до оттеглянето им от всяка територия извън границите на Германия на 31 декември 1937 г. и тяхната отговорност за пленничество като военнопленници. Третата част, членове 6 – 12, се отнасят до предаването от страна на германското правителство на съюзническите представители на почти всички свои правомощия и власт, освобождаването и репатрирането на затворници и принудителни работници, прекратяването на радиопредаванията, предоставянето на разузнавателни данни и информация, неразрушаването на оръжията и инфраструктурата, предаването на нацистки лидери за съдебни процеси за военни престъпления и силата на съюзническите представители да издават прокламации, заповеди, наредби и инструкции, отнасящи се до „допълнителни политически, административни, икономически, финансови, военни и други изисквания, произтичащи от пълното поражение на Германия“. Основният член в третия раздел е член 12, който предвижда, че командването на германското правителство и германското Висше пълномощно ще се съобрази напълно с всички прокламации, заповеди, наредби и инструкции на акредитираните съюзнически представители, тъй като това е разбрано от съюзниците, че позволява неограничен обхват на налагане на мерки за възстановяване и поправяне на военни щети. Членове 13 и 14 уточняват датата на предаване и езиците на окончателните текстове.
Конференцията в Ялта през февруари 1945 г. води до по-нататъшно развитие на условията за предаване, тъй като е постигнато съгласие, че управлението на следвоенна Германия ще бъде разделено на четири окупационни зони съответно за Великобритания, Франция, Съединените щати и Съветския съюз. Освен това, но поотделно, в Ялта е договорено, че към текста за предаване от юли 1944 г. ще бъде добавена допълнителна клауза 12а, че представителите на съюзниците „ще предприемат такива стъпки, включително пълното разоръжаване, демилитаризация и разрушаване на Германия, които те считат за необходими за бъдещия мир и сигурност“. Франция обаче не е страна по споразумението от Ялта, тъй като формалното включване на допълнителната клауза в текста на ЕКК неизбежно ще създаде френско искане за равно представителство при всяко решение за разделянето на Германия. Докато това не бъде разрешено, в действителност има две версии на текста – със и без „клаузата за разделяне“.
Нещо повече, до края на март 1945 г. британското правителство се колебае дали след като Германия бъде напълно завладяна, ще има германска гражданска власт, способна да подпише инструмента на предаването или прилагането на разпоредбите му. Затова те предлагат текстът на ЕКК да бъде преработен като едностранна декларация за германското поражение от страна на съюзническите сили и за поемането на върховната власт, след пълното разпускане на бившия Трети райх. В тази форма текстът, договорен от Европейската консултативна комисия, е окончателно написан като Декларация относно поражението на Германия.
Междувременно през август 1944 г. началниците на Съюзниците се споразумяват за общи насоки за сключването на местни военни отстъпки с всички капитулиращи германски сили. Капитулацията трябва да бъде безусловна и ограничена до чисто военните аспекти на местното предаване, на врага не трябва да се поемат задължения и предаването не трябва да накърнява всеки следващ общ инструмент за предаване, който може да замести всеки документ за частично предаване и които ще бъдат съвместно наложени на Германия от трите Велики сили. Тези насоки формират основата за поредицата частични капитулации на германските сили към западните съюзници през април и май 1945 г.

## Развитие
На 30 април 1945 г. Адолф Хитлер се самоубива в бункера си в Берлин, след като изготвя завещание, в което адмирал Карл Дьониц го наследява като държавен глава с титлата президент на Райха. Но след падането на Берлин два дни по-късно, когато американските и съветските сили се свързват в Торгау по Елба, районът на Германия, все още под германски военен контрол, е разделен на две. Нещо повече, бързината на окончателните американски настъпления от март 1945 г. – заедно с настоящите заповеди на Хитлер да се изправят и да се борят до последния германец – оставя голяма част от оцелелите германски сили в изолирани джобове и окупирани територии, най-вече извън границите на Германия. Дьониц се опитва да създаде правителство във Фленсбург на датската граница на 2 май 1945 г. Но въпреки че Дьониц иска да представи правителството си като „неполитическо“, няма отричане на нацизма, нацистката партия не е забранена, нацистите не са задържани и символите на хитлеризма остават на мястото си. Както руснаците, така и американците остават категорични, че не признават Дьониц или правителството на Фленсбург като способни да представляват германската държава.
При смъртта на Хитлер, германските армии остават в атлантическите джобове на Ла Рошел, Сен Назайр, Лориан, Дюнкерк, гръцките острови Крит, Родос, южна Норвегия, Дания, западна Холандия, северна Хърватия, северна Италия, Австрия, Бохемия и Моравия, полуостров Корланд в Латвия, полуостров Хела в Полша и Германия до Хамбург, срещу британските и канадските сили, в Мекленбург, Померания и обсадения град Бреслау, изправен пред съветските сили и в южната част на Бавария към Берхтесгаден, изправени пред американски и френски сили.

## Инструменти за частично предаване на Запада

### Германски сили в Италия и Западна Австрия
Германски военни командири в Италия провеждат тайни преговори за частично предаване, което е подписано в Касерта на 29 април 1945 г., да влезе в сила на 2 май. Полковник Алберт Кесеринг, с цялостна военна команда, първоначално осъжда капитулацията, но след като смъртта на Хитлер е потвърдена, се присъединява към нея.

### Германски сили в Северозападна Германия, Холандия, Дания и Шлезвиг-Холщайн
На 4 май 1945 г. германските сили, действащи по указание на правителството на Дьониц и изправени пред британската и канадската 21-ва армия, подписват акт за предаване в Люнебург, който влиза в сила на 5 май.

### Германски сили в Бавария и Южна Германия
На 5 май 1945 г. всички германски сили в Бавария и Югозападна Германия подписват акта за предаване на американците в Хаар, извън Мюнхен, като влиза в сила на 6 май.
Импулсът за капитулацията в Касерта възниква от местното германско военно командване, но от 2 май 1945 г. правителството на Дьониц поема контрола върху процеса, като се стреми към умишлена политика на последователни частични капитуции на запад, за да осигури възможно най-много време на източните военни формирования да се придвижат на запад, за да не попаднат в съветско или югославско пленничество и да ги предаде непокътнати на британците и американците. Освен това, Дьониц се надява да продължи да евакуира войници и цивилни по море от полуостров Хела и околните балтийски крайбрежни райони. Дьониц и Кейтел са решени да не издават заповеди да се предадат на съветските сили, както от безусловен антиболшевизъм, но и защото не могат да бъдат сигурни, че ще се подчинят и следователно биха могли да поставят войските, които продължават да се бият, в положение на отказ от директна заповед, като по този начин ги лишават от всякаква правна защита като военнопленници.

## Церемонии по капитулацията

### Предаване в Реймс
Представителят на Дьониц, адмирал Фридебург, го информира на 6 май, че Айзенхауер настоява за „незабавно, едновременно и безусловно предаване на всички фронтове“. Генерал Йодл е изпратен в Реймс, за да се опита да убеди Айзенхауер по друг начин, но Айзенхауер чрез обявяване в 21.00 часа на 6-и, при липсата на пълна капитулация, той ще затвори британските и американските линии да предаде германските сили в полунощ на 8 май и ще възобнови бомбардиращата офанзива срещу оставащите германски позиции и градове. Йодл телеграфира това съобщение на Дьониц, който отговаря, като му дава право да подпише инструмента за безусловно предаване, но подлежи на преговори за 48-часово закъснение, привидно, за да позволи предаването на заповедта за предаване на отдалечени немски военни части.
Следователно, първият инструмент за предаване е подписан в Реймс в 02:41 ч. Централноевропейско време (СЕТ) на 7 май 1945 г. Подписването се състои в Collège Moderne et Technique de Reims, което служи като Върховният щаб на съюзническите експедиционни сили (ШАЕФ). То трябва да влезе в сила на 23:01 ч. (понеделник след полунощ, британско лятно време) на 8 май.
Безусловното предаване на германските въоръжени сили е подписано от Йодл, от името на Главно командване на Вермахта. Уолтър Бедъл Смит подписва от името на Върховния командващ на съюзническите експедиционни сили и Иван Суслопаров от името на съветското висше командване. Френският генерал-лейтенант (съответстващ на френското звание général de corps d'armée) Франсоа Севез подписва като официален свидетел.
Айзенхауер продължава по време на консултации с генерал Антонов от Съветското висше командване и по негово искане генерал Суслопаров е командирован в щаба на ШАЕФ, за да представлява висшето командване на Съветския съюз при преговорите за предаване. Текстът на акта за предаване е телеграфиран на генерал Антонов в ранните часове на 7 май, но не е потвърдено одобрението на Съветския съюз до церемонията по предаването, нито потвърждение, че генерал Суслопаров е овластен да подпише от името на Съветското висше командване. Съответно, Айзенхауер се съгласява със Сусалопаров, че от германските емисари трябва да бъде подписан отделен текст, че напълно оправомощените представители на всяка от германските въоръжени служби биха участвали в официална ратификация на акта за предаване в момент и място, определени от Върховните командири на Алианса.
„Съгласието от германски емисари, че следните германски офицери ще пристигнат на място и час, определени от върховния командващ, съюзническите експедиционни сили, и Съветското висше командване, подготвени с пленарни правомощия, да извършат официална ратификация от името на Германското висше командване на този акт на безусловно предаване на германските въоръжени сили.
Началник на Върховното командване; Главен командир на армията; Главен командир на флота; Главен командир на ВВС.
ПОДПИСАНО
Йодл
Представлява германското висше командване. Дата: 0241 7 май 1945 г. Реймс, Франция“

### Предаване в Берлин
Около шест часа след подписването в Реймс се получава отговор от Съветското висше командване, в който се посочва, че Законът за предаването е неприемлив, защото текстът се различава от този, съгласуван с ЕКК, и защото Суслопаров не е овластен да подпише. Тези възражения обаче са претекст, същественото възражение на съветския народ е, че актът на предаване трябва да бъде уникално историческо събитие, което напълно отразява водещия принос на съветския народ към крайната победа. Те твърдят, че не трябва да се държи на освободената територия, която е била жертва на германска агресия, а на седалището на правителството, откъдето се е появила тази германска агресия – Берлин. Освен това Съветският съюз посочва, че макар условията на предаването, подписани в Реймс, да изискват от германските сили да прекратят всички военни действия и да останат на сегашните си позиции, те не са изрично задължени да оставят оръжията си и да се предадат, „това, което трябва да се случи тук, е предаването на германските войски, които се предават като затворници“. Айзенхауер незабавно се съглася, признавайки, че актът на предаване, подписан в Реймс, трябва да се счита за „кратък инструмент за безусловно военно предаване“ и се ангажира да присъства с правилно акредитирани представители на германското Върховно командване за „по-официално подписване“ на подходящо изменен текст в Берлин на 8 май. Освен това той прави изявление, че всички германски сили, които продължават да се бият срещу руснаците след посочения срок, „няма да имат статут на войници“ и следователно, ако се предадат на американците или британците, след това да бъдат върнати обратно в съветски плен.
Ефектът от подписването в Реймс е ограничен до консолидиране на ефективното прекратяване на огъня между германските сили и западните съюзници. Борбата продължава, не отслабвайки на изток, особено след като германските сили засилват въздушното и земното нападение срещу Пражкото въстание, докато морската евакуация на германските войски през Балтийско море продължава. Дьониц издава нови команди, които трябва да поддържат съпротивата срещу съветските сили, като се възползват от 48-часовия период, за да избегнат съветска плен, и скоро става ясно, че е разрешил с лоша вяра подписването на общо предаване в Реймс и че следователно нито Съветското командване, нито германските сили биха приели предаването в Реймс, тъй като е довело до прекратяване на военните действия между тях.
Следователно, Айзенхауер урежда лично командирите на всяка от трите германски въоръжени служби да бъдат лично в Берлин рано на 8 май, където те чакат през деня до 10:00 часа. Когато пристига делегацията на съюзниците, им е предоставен изменен текст за предаване. Окончателният акт за военно предаване е датиран, че е подписан преди полунощ на 8 май в седалището на Съветската военна администрация в Берлин-Карлсхорст, сега на мястото на немско-руския музей Берлин-Карлсхорст. Предложените съветски изменения в текста за предаване в Реймс са приети без затруднения от западните съюзници, но идентифицирането и определянето на поддръжниците на съюзниците се оказват по-проблематични. Френските сили действат под командването на ШАЕФ, но генерал дьо Гол настоява да подпише отделно за френското Върховно командване, но в такъв случай би било политически неприемливо да няма американски подпис върху документа за окончателно предаване, докато Съветските власти не биха се съгласили да има повече от трима съюзнически подписали – един от които би трябвало да бъде Жуков. След многократни преструктурирания, на които всички се нуждаят от превод и преписване, най-накрая се стига до съгласие, че както френски, така и американски подписи ще бъдат свидетели. Но последствията са, че окончателните версии не са готови за подписване след полунощ. Следователно, физическото подписване се забавя до почти 01:00 часа на 9 май в Централноевропейско време; и след това на 8 май, за да бъде в съответствие със споразумението от Реймс и публичните изявления за предаването, вече направени от западните лидери.
Акт за капитулация
1. Ние, долуподписаните, действайки под ръководството на германското висше командване, с настоящото предаваме безусловно на Върховния командващ, Съюзната експедиционна войска и същевременно на Върховното висше командване на Червената армия всички сили по суша, море и въздух, които са на тази дата под контрола на Германия.
2. Германското висше командване незабавно ще издаде заповед на всички немски военни, военноморски и въздушни власти и на всички сили под германски контрол да преустановят активните си операции в 23:01 часа централноевропейско време на 8 май 1945 г., за да останат на всички заети места и да се разоръжат напълно, предадат оръжията и оборудването си на местните съюзнически командири или офицери, определени от представители на Върховните командвания на съюзниците. Никой кораб или въздухоплавателно средство не трябва да бъде разбит, нито щети, причинени на техния корпус, машини или оборудване, както и на машини от всякакъв вид, въоръжение, апарати и всички технически средства за обвинение във война като цяло.
3. Върховното командване на Германия незабавно ще издаде на съответните командири и ще осигури изпълнението на всички останали заповеди, издадени от върховния командир, съюзническите експедиционни сили и от Върховното командване на Червената армия.
4. Този акт на военно предаване не накърнява и няма да бъде заменен от всеки общ инструмент за предаване, наложен от или от името на Организацията на обединените нации и приложим към ГЕРМАНИЯ и германските въоръжени сили като цяло.
5. В случай, че германското висше командване или която и да е от контролираните от него сили не действат в съответствие с този акт на предаване, Върховният командващ, съюзническите експедиционни сили и Върховното висше командване на Червената армия ще предприемат такива наказателни или други действия както те сметнат за подходящи.
6. Този закон е съставен на английски, руски и немски език. Английските и руските са единствените автентични текстове.

## Ден на победата
На церемонията по подписването в Реймс присъстват редица репортери, всички от които са обвързани с 36-часово ембарго срещу съобщаването за капитулацията. Тъй като става ясно, че ще трябва да има окончателно второ подписване преди актът на предаване да стане оперативен, Айзенхауер се съгласява, че прекъсването на новините трябва да остане, така че всички съюзни сили да могат да празнуват заедно Победата в Европа на 9 май 1945 г. Въпреки това, Едуард Кенеди от „Асошиейтед прес“ в Париж нарушава ембаргото на 7 май, в резултат на което германското предаване е водеща новина в западните медии 8 май. Осъзнавайки, че е станало политически невъзможно да се спази първоначалният график, в крайна сметка е постигнато съгласие, че западните съюзници ще празнуват Победата в Европа на 8 май, но западните лидери няма да направят официалните си прокламации за победа до тази вечер. Съветското правителство не прави публично признание за подписването на Реймс, което те не признават, и така, запазвайки първоначалните дати, празнуват Деня на победата на 9 май 1945 г.
Подписването в Берлин се състои на 9 май 1945 г. в 00:16 местно време. Капитулацията е ефективна на запад, от 8 май 1945 г. в 23:01 часа в Централноевропейско време. Това означава, че времето на подписване и капитулацията е на 9 май според Московското време.

### Декларация относно поражението на Германия
Въпреки че немските военни поддръжници на Германския инструмент за предаване от май 1945 г. действат по нареждане на адмирал Дьониц, никое от съюзническите правителства не признава действащото правителство на Фленсбург като валидно упражняващо гражданска власт и следователно съюзниците настояват, че немските подписали изрично представляват самото германско висше командване. На 23 май 1945 г. претендираното германско правителство във Фленсбург е свалено и членовете му са заловени като военнопленници.

### Дипломатически отношения и посолства
През 1944 и 1945 г. бившите неутрални държави и бивши немски съюзници се присъединяват към съюзническите сили и обявяват война на Германия. Германските посолства в тези страни са затворени, като собствеността и архивите им се държат на доверие от номинирана защитна власт (обикновено Швейцария или Швеция) съгласно условията на Женевските конвенции; с контрагенти за бившите посолства на съюзническите държави в Берлин. Държавният департамент на САЩ се подготвя за дипломатическите последици от войната, като слага край на предположението, че ще има изрично изявление за безусловно предаване на германската държава в съответствие с договорения текст за предаване на ЕКК. В последните дни на април 1945 г. Държавният департамент уведомява защитните сили и всички останали неутрални правителства (като Ирландия), че след предстоящото германско предаване, продължаващата идентичност на германската държава ще остане единствено в четирите съюзнически държави, които незабавно ще поемат собствеността върху цялата немска държавна собственост, да заличат всички защитни функции и да изискват прехвърлянето на всички архиви и записи в едно или друго посолство на западните съюзници. На 8 май 1945 г. тези договорености са изпълнени изцяло, въпреки че единствените германци по подписания документ за предаване са германското висше командване, а западните съюзници твърдят, че функционираща германска държава вече е престанала да съществува и следователно предаването на германската армия е слага пълното прекратяване на Нацистка Германия.

### Берлинска декларация (1945)
Независимо от това, тъй като инструментът за предаване от 8 май 1945 г. е подписан само от германски военни представители, пълните граждански разпоредби за безусловно предаване на Германия остават без изрична формална основа. Следователно текстът на ЕКК за безусловното предаване на Германия, преработен като декларация и с разширен обяснителен преамбюл, е приет едностранно от сегашните четири съюзни сили като Декларация относно поражението на Германия на 5 юни 1945 г. Това обяснява позицията на съюзниците, че в резултат на пълното ѝ поражение Германия не е имала правителство или централна власт и че освободеният граждански орган в Германия е поеман единствено от четирите сили на съюзническите представители (Съединените американски щати, Съюзът на Съветските социалистически републики, Обединеното кралство и Френската република) от името на съюзническите правителства като цяло; орган впоследствие учреден в Съюзния контролен съвет. Сталин обаче се отказва от предишната си подкрепа за принципа на германското разграбване, като публично се отказва от подобна политика в своята реч на победата на съветския народ от 8 май 1945 г. Следователно в текста на декларацията в Берлин няма „клауза за разрушаване“.